# Algieria na Mistrzostwach Świata w Lekkoatletyce 2019
Algieria na Mistrzostwach Świata w Lekkoatletyce 2019 – reprezentacja Algierii podczas Mistrzostw Świata w Dohaie liczyła 6 zawodników, którzy zdobyli jeden medal.

## Zdobyte medale
| Medal  | Zawodnik          | Konkurencja         | Rezultat | Data           |
| ------ | ----------------- | ------------------- | -------- | -------------- |
| srebro | Taoufik Makhloufi | Bieg na 1500 metrów | 3:31,38  | 6 października |

## Skład reprezentacji
Mężczyźni
| Zawodnik            | Konkurencja                     | Eliminacje | Eliminacje | Półfinał | Półfinał | Finał    | Finał   |
| Zawodnik            | Konkurencja                     | Rezultat   | Pozycja    | Rezultat | Pozycja  | Rezultat | Pozycja |
| ------------------- | ------------------------------- | ---------- | ---------- | -------- | -------- | -------- | ------- |
| Mohamed Belbachir   | Bieg na 800 metrów              | 1:46,52    | 25         | NQ       | NQ       | NQ       | NQ      |
| Yassine Hethat      | Bieg na 800 metrów              | 1:45,67    | 7. q       | 1:46,15  | 17.      | NQ       | NQ      |
| Taoufik Makhloufi   | Bieg na 1500 metrów             | 3:36,16    | 2. Q       | 3:36,69  | 6. Q     | 3:31,38  | srebro  |
| Abdelmalik Lahoulou | Bieg na 400 metrów przez płotki | 49,54      | 8. Q       | 48,39    | 4. Q     | 49,46    | 8.      |
| Bilal Tabti         | bieg na 3000 m z przeszkodami   | 8:35,15    | 34.        | —        | —        | NQ       | NQ      |

| Zawodnik             | Konkurencja | Kwalifikacje | Kwalifikacje | Finał | Finał   |
| Zawodnik             | Konkurencja | Wynik        | Pozycja      | Wynik | Pozycja |
| -------------------- | ----------- | ------------ | ------------ | ----- | ------- |
| Yasser Mohamed Triki | trójskok    | 16,62        | 20.          | NQ    | NQ      |